# Mångfärgad kremla
Mångfärgad kremla (Russula romellii) är en svampart som beskrevs av Maire 1910. Mångfärgad kremla ingår i släktet kremlor och familjen kremlor och riskor.  Arten är reproducerande i Sverige. Inga underarter finns listade i Catalogue of Life.

## Källor

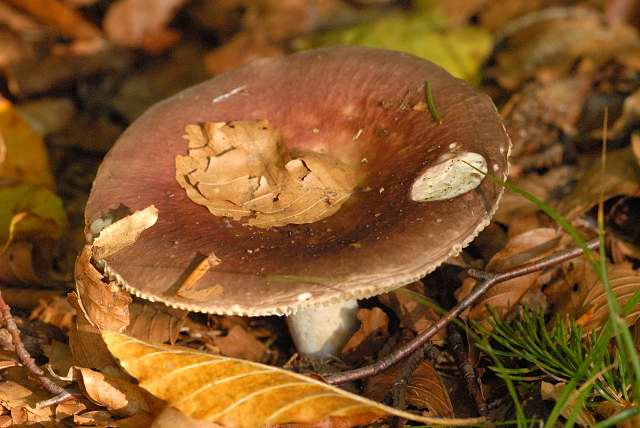
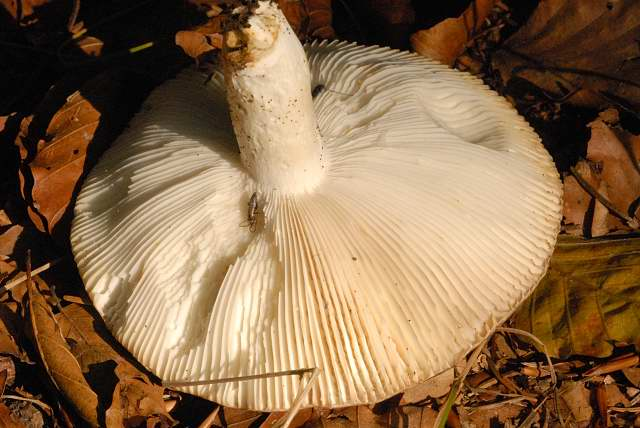